# Berastegi
Berastegi (spanisch Berástegui) ist ein Ort und eine Gemeinde (Municipio) in der Provinz Gipuzkoa im spanischen Baskenland. Sie hat 1.111 Einwohner (Stand: 2024).

## Geografie
Berastegi liegt etwa 19 Kilometer südlich von der Provinzhauptstadt Donostia-San Sebastián in einer Höhe von ca. 400 m. Durch die Gemeinde führt die Autovía A-15.

## Bevölkerungsentwicklung
| 1900 | 1950 | 1970 | 1981 | 1991 | 2001 | 2011 | 2021 |
| ---- | ---- | ---- | ---- | ---- | ---- | ---- | ---- |
| 1173 | 1090 | 1058 | 942  | 969  | 986  | 1061 | 1099 |

## Sehenswürdigkeiten
- Martinskirche (Iglesia de San Martín)
- Sebastianuskapelle
- Rathaus

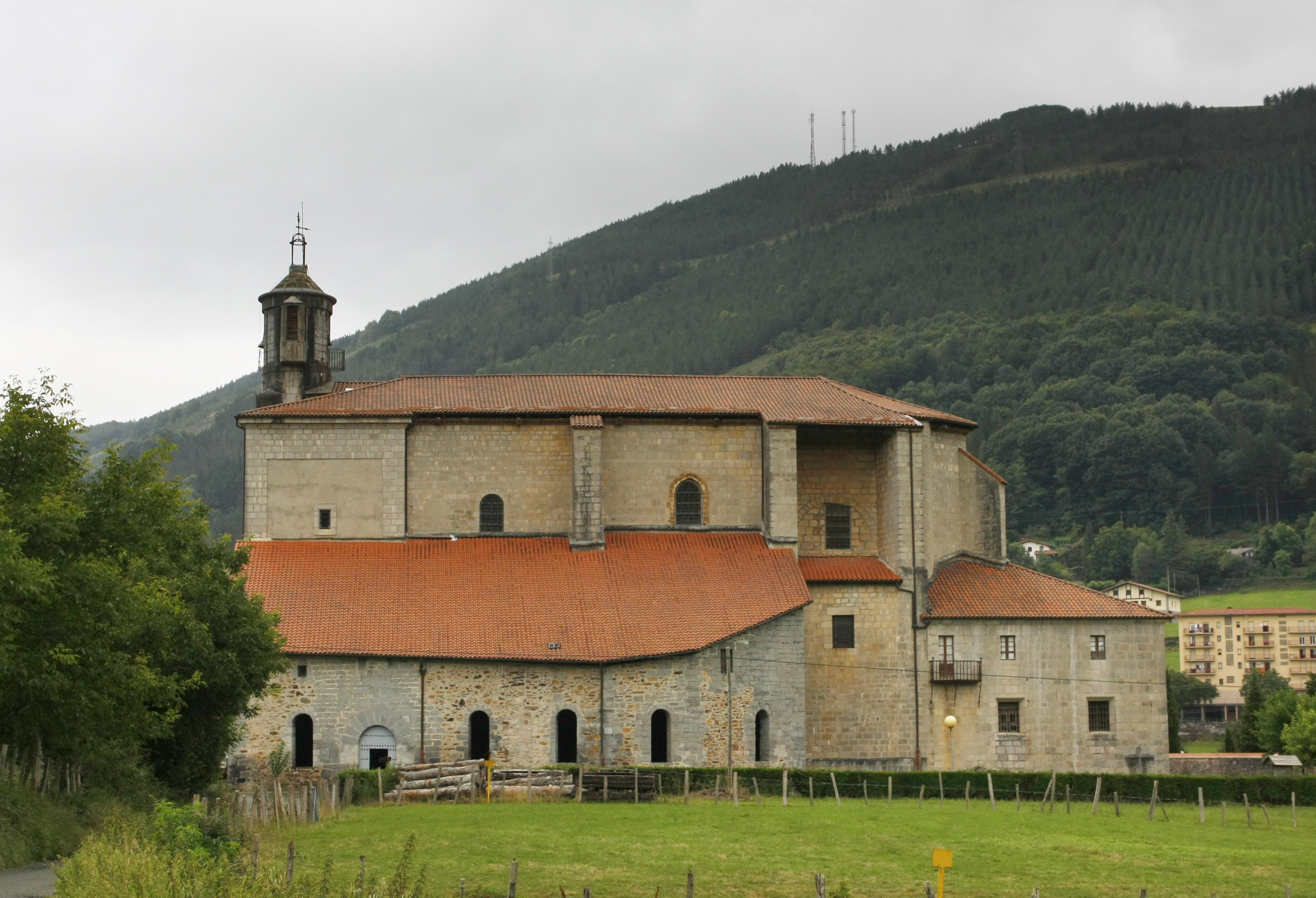
Martinskirche
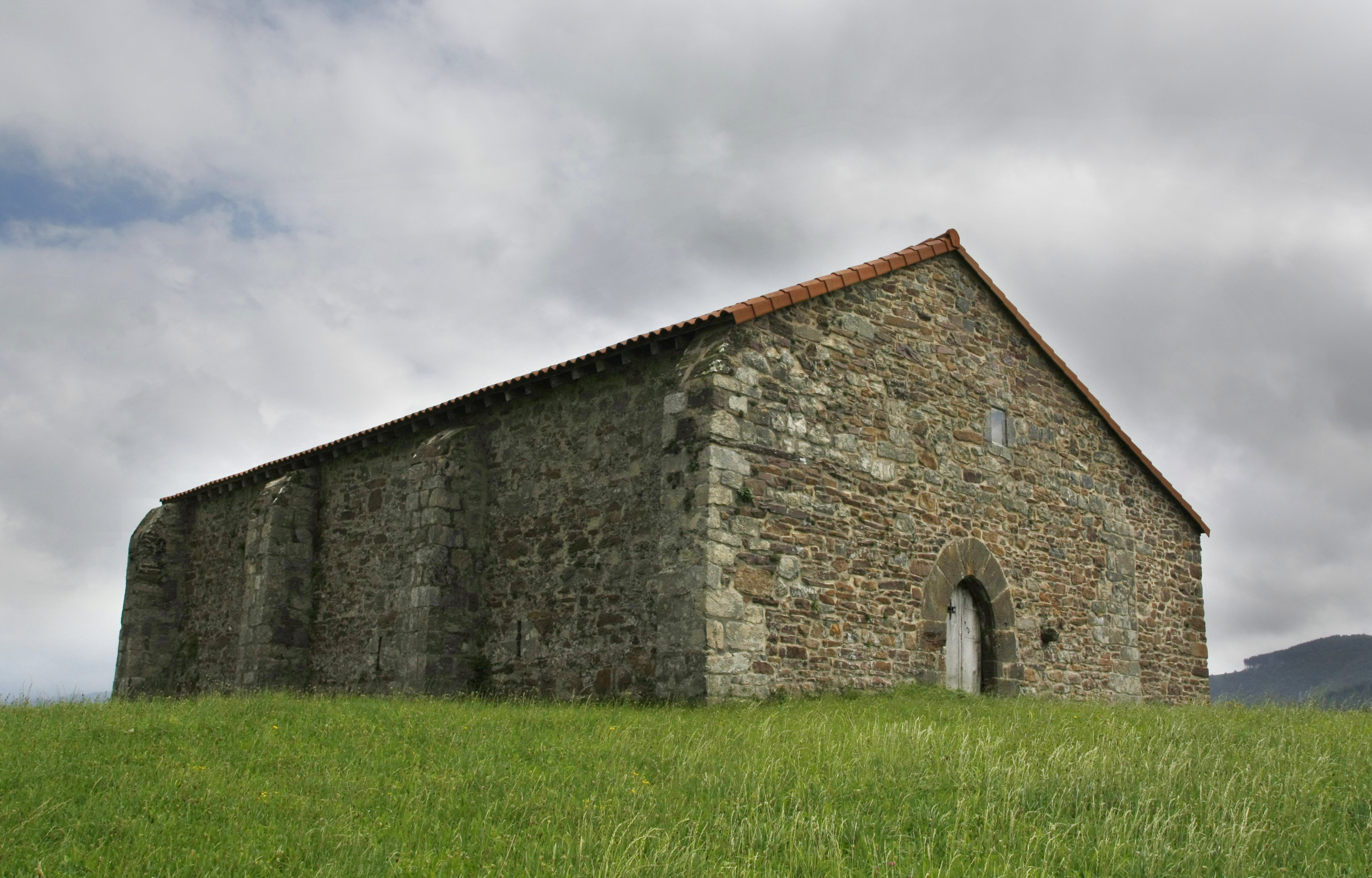
Sebastianuskapelle
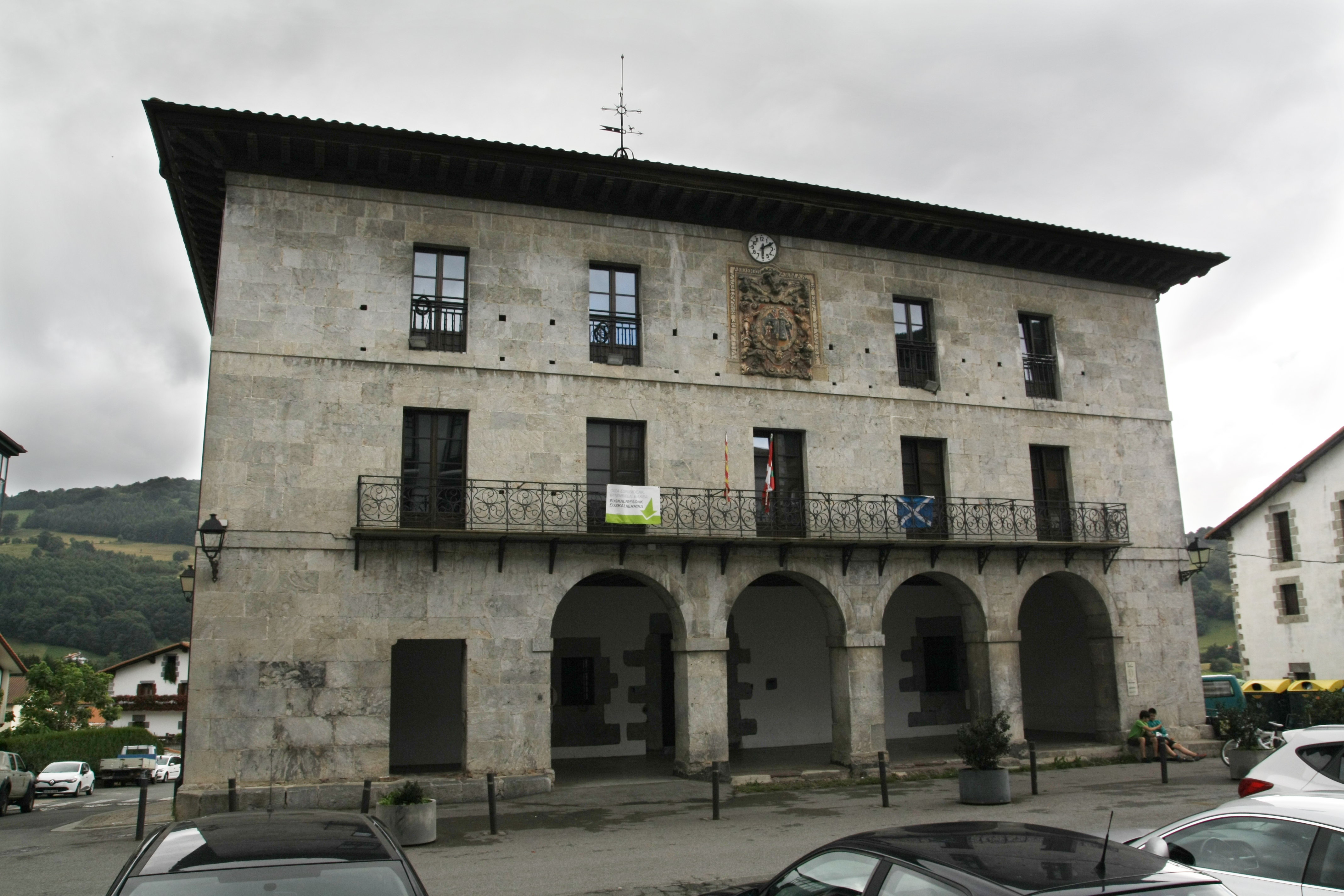
Rathaus

## Persönlichkeiten
- Jesús Altuna (* 1932), Archäologe und Anthropologe